# Jon Pardi

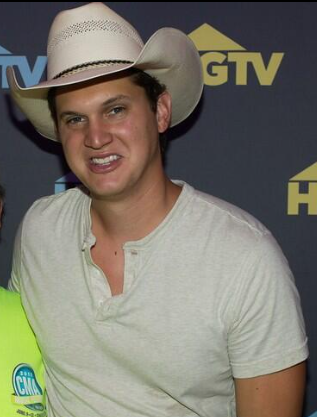
Jon Pardi (2014)

Jon Pardi (* 20. Mai 1985 als Jonathan Ryan Pardi in Dixon, Kalifornien) ist ein US-amerikanischer Countrysänger und CMA-Gewinner. Mit Head over Boots, Dirt on my Boots und Heartache on the Dance Floor gelangen ihm von 2015 bis 2017 gleich drei Millionenseller in den USA.

## Biografie
Jon Pardi wuchs in Dixon in Kalifornien auf. Das Karaokegerät seiner Großmutter brachte ihn als Kind zum Singen und zur Countrymusik. Als 7-Jähriger sang er öffentlich beim Geburtstag seines Vaters. Als Teenager machte er eigene Lieder und schloss sich mit 14 einer Band an.
Nach der High School trat er zusammen mit Chase McGrew als Countryduo auf. Als beide nach Chico ans College gingen, schlossen sie sich der Band Northern Comfort an. Mit 23 Jahren ging er nach Nashville und nach eineinhalb Jahren hatte er einen Vertrag als Songwriter. Er knüpfte Verbindungen und kam so schließlich zu einem eigenen Plattenvertrag mit Capitol Records.
Bereits mit seiner ersten Single Missin’ You Crazy kam er 2012 in die Countrycharts. Die zweite Single war dort ein Top-10-Hit und erreichte Platz 56 in den Hot 100. Außerdem wurde sie mit Gold ausgezeichnet. Das folgende Debütalbum Write You a Song kam in den offiziellen Albumcharts auf Platz 14.
Im Jahr darauf hatte Pardi einen Nummer-eins-Hit im Countryradio mit Head over Boots. Ebenso mit der Nachfolgesingle Dirt on My Boots. Beide Singles erhielten Doppelplatin und waren auf dem 2016er Album California Sunrise enthalten. Es erreichte Platz 1 der Countrycharts und hielt sich über zwei Jahre in den Charts. Obwohl er bereits seit 2012 in den Charts vertreten ist, wurde er 2017 mit dem wichtigsten Preis der Country-Musik, dem CMA Award für den besten neuen Künstler, ausgezeichnet. In der gleichen Kategorie wurde er auch bei den ACM Awards gewürdigt.
Sein 2019er Album Heartache Medication wurde als bestes Album bei den CMA Award nominiert.
Am 2. Oktober 2019 verlobte sich Pardi mit seiner Freundin, der Friseurin Summer Duncan. Den Antrag machte er ihr während eines Konzert im Ryman Auditorium.

## Diskografie

### Alben
| Jahr | Titel                  | Höchstplatzierung, Gesamtwochen, AuszeichnungChartplatzierungen (Jahr, Titel, Platzierungen, Wochen, Auszeichnungen, Anmerkungen) | Höchstplatzierung, Gesamtwochen, AuszeichnungChartplatzierungen (Jahr, Titel, Platzierungen, Wochen, Auszeichnungen, Anmerkungen) | Anmerkungen                                       |
| Jahr | Titel                  | US | Country | Anmerkungen                                       |
| ---- | ---------------------- | --- | --- | ------------------------------------------------- |
| 2014 | Write You a Song       | US14 Gold · (5 Wo.)US | Country3 (23 Wo.)Country | Erstveröffentlichung: 14. Januar 2014             |
| 2015 | The B-Sides, 2011–2014 | — | Country26 (2 Wo.)Country | Erstveröffentlichung: 18. Mai 2015 Kompilation-EP |
| 2016 | California Sunrise     | US11 Platin · (227 Wo.)US | Country1 (427 Wo.)Country | Erstveröffentlichung: 17. Juni 2016               |
| 2019 | Heartache Medication   | US11 (12 Wo.)US | Country2 (72 Wo.)Country | Erstveröffentlichung: 27. September 2019          |
| 2022 | Mr. Saturday Night     | US34 (3 Wo.)US | Country5 (14 Wo.)Country | Erstveröffentlichung: 2. September 2022           |
| 2025 | Honkytonk Hollywood    | US145 (1 Wo.)US | Country27 (… Wo.)Country | Erstveröffentlichung: 11. April 2025              |

### Singles
| Jahr | Titel Album                                     | Höchstplatzierung, Gesamtwochen, AuszeichnungChartplatzierungen (Jahr, Titel, Album, Platzierungen, Wochen, Auszeichnungen, Anmerkungen) | Höchstplatzierung, Gesamtwochen, AuszeichnungChartplatzierungen (Jahr, Titel, Album, Platzierungen, Wochen, Auszeichnungen, Anmerkungen) | Anmerkungen                                              |
| Jahr | Titel Album                                     | US | Country | Anmerkungen                                              |
| ---- | ----------------------------------------------- | --- | --- | -------------------------------------------------------- |
| 2012 | Missin’ You Crazy Write You a Song              | — | Country29 (34 Wo.)Country | Erstveröffentlichung: 26. März 2012                      |
| 2013 | Up All Night Write You a Song                   | US56 Platin · (13 Wo.)US | Country10 (27 Wo.)Country | Erstveröffentlichung: 11. März 2013                      |
| 2014 | What I Can’t Put Down Write You a Song          | US— GoldUS | Country33 (15 Wo.)Country | Erstveröffentlichung: 17. März 2014                      |
| 2014 | When I’ve Been Drinkin’ Write You a Song        | US— GoldUS | Country36 (8 Wo.)Country | Erstveröffentlichung: 22. September 2014                 |
| 2015 | Head over Boots California Sunrise              | US51 ×6Sechsfachplatin · (24 Wo.)US | Country4 (45 Wo.)Country | Erstveröffentlichung: 14. September 2015                 |
| 2016 | Dirt on My Boots California Sunrise             | US37 ×6Sechsfachplatin · (20 Wo.)US | Country2 (37 Wo.)Country | Erstveröffentlichung: 19. September 2016                 |
| 2017 | Heartache on the Dance Floor California Sunrise | US47 ×4Vierfachplatin · (18 Wo.)US | Country5 (26 Wo.)Country | Erstveröffentlichung: 1. Mai 2017                        |
| 2017 | She Ain’t in It California Sunrise              | US— PlatinUS | Country23 (23 Wo.)Country | Erstveröffentlichung: 23. Oktober 2017                   |
| 2018 | Night Shift California Sunrise                  | US56 ×3Dreifachplatin · (16 Wo.)US | Country8 (38 Wo.)Country | Erstveröffentlichung: 3. Juli 2018                       |
| 2019 | Heartache Medication                            | US47 ×2Doppelplatin · (20 Wo.)US | Country5 (37 Wo.)Country | Erstveröffentlichung: 20. Mai 2019                       |
| 2020 | Ain’t Always the Cowboy Heartache Medication    | US55 ×2Doppelplatin · (18 Wo.)US | Country6 (33 Wo.)Country | Erstveröffentlichung: 16. März 2020                      |
| 2021 | Tequila Little Time Heartache Medication        | US60 Platin · (14 Wo.)US | Country14 (32 Wo.)Country | Erstveröffentlichung: 18. Januar 2021                    |
| 2021 | Getting Over Him Getting Good                   | — | Country35 (18 Wo.)Country | Erstveröffentlichung: 22. Februar 2021 mit Lauren Alaina |
| 2022 | Last Night Lonely Mr. Saturday Night            | US27 Platin · (20 Wo.)US | Country5 (30 Wo.)Country | Erstveröffentlichung: 21. Februar 2022                   |
| 2022 | Your Heart or Mine Mr. Saturday Night           | US47 Platin · (17 Wo.)US | Country11 (35 Wo.)Country | Erstveröffentlichung: 3. Oktober 2022                    |
| 2024 | Friday Night Heartbreaker Honkytonk Hollywood   | — | Country40 (… Wo.)Country | Erstveröffentlichung: 6. September 2024                  |

Weitere Singles
- 2022: Longneck Way To Go

### Gastbeiträge
| Jahr | Titel Album                      | Höchstplatzierung, Gesamtwochen, AuszeichnungChartplatzierungen (Jahr, Titel, Album, Platzierungen, Wochen, Auszeichnungen, Anmerkungen) | Höchstplatzierung, Gesamtwochen, AuszeichnungChartplatzierungen (Jahr, Titel, Album, Platzierungen, Wochen, Auszeichnungen, Anmerkungen) | Anmerkungen                                                       |
| Jahr | Titel Album                      | US | Country | Anmerkungen                                                       |
| ---- | -------------------------------- | --- | --- | ----------------------------------------------------------------- |
| 2020 | Beer Can’t Fix Center Point Road | US36 Platin · (18 Wo.)US | Country6 (26 Wo.)Country | Erstveröffentlichung: 6. Januar 2020 Thomas Rhett feat. Jon Pardi |

### Kompilationsbeiträge
- 2021: Wherever I May Roam auf The Metallica Blacklist

## Auszeichnungen für Musikverkäufe
| Goldene Schallplatte - Australien - 2024: für die Single Beer Can’t Fix - Kanada - 2021: für das Album Heartache Medication - 2025: für die Single She Ain’t in It - Neuseeland - 2024: für das Album California Sunrise Platin-Schallplatte - Kanada - 2020: für die Single Beer Can’t Fix - 2025: für die Single Ain’t Always the Cowboy - 2025: für die Single Tequila Little Time - 2025: für die Single Up All Night - 2025: für die Single Your Heart or Mine | 2× Platin-Schallplatte - Kanada - 2025: für das Album California Sunrise - 2025: für die Single Last Night Lonely - 2025: für die Single Heartache Medication 4× Platin-Schallplatte - Kanada - 2025: für die Single Heartache on the Dance Floor - 2025: für die Single Night Shift 6× Platin-Schallplatte - Kanada - 2025: für die Single Dirt on My Boots - 2025: für die Single Head Over Boots |

Anmerkung: Auszeichnungen in Ländern aus den Charttabellen bzw. Chartboxen sind in ebendiesen zu finden.
| Land/RegionAuszeichnungen für Musikverkäufe (Land/Region, Auszeichnungen, Verkäufe, Quellen) | Gold     | Platin       | Verkäufe   | Quellen          |
| -------------------------------------------------------------------------------------------- | -------- | ------------ | ---------- | ---------------- |
| Australien (ARIA)                                                                            | Gold1    | —            | 35.000     | aria.com.au      |
| Kanada (MC)                                                                                  | 2× Gold2 | 31× Platin31 | 2.560.000  | musiccanada.com  |
| Neuseeland (RMNZ)                                                                            | Gold1    | —            | 7.500      | radioscope.co.nz |
| Vereinigte Staaten (RIAA)                                                                    | 3× Gold3 | 30× Platin30 | 31.500.000 | riaa.com         |
| Insgesamt                                                                                    | 7× Gold7 | 61× Platin61 |            |                  |